# بول سورينسن (دراج)
بول سورينسن (بالدنماركية: Poul Sørensen)‏ هو دراج دنماركي، ولد في 3 أغسطس 1906 في Maribo ‏ في الدنمارك، وتوفي في 1 يوليو 1951.

## وصلات خارجية
- بول سورينسن على موقع أرشيف الدراجات (الإنجليزية)
- بول سورينسن على موقع إحصائيات الدراجات الإحترافية (الإنجليزية)
- بول سورينسن على موقع أوليمبيديا (الإنجليزية)